# Vladimir Pekar
Vladimir Pekar (russisk: Владимир Израилевич Пекарь) (født 7. februar 1927 i Odessa i Sovjetunionen, død 27. maj 1990 i Moskva i Sovjetunionen) var en sovjetisk filminstruktør.

## Filmografi
- Vasilisa Prekrasnaja (Василиса Прекрасная, 1977)[1][2]